# Sherbet
Sherbet (ook bekend als Highway en The Sherbs) was een Australische rockband uit de jaren zeventig. 
De band kende verschillende line-ups. Het meeste succes wordt behaald in de samenstelling met Daryl Braithwaite (zang), Tony Mitchell (basgitaar), Garth Porter (keyboards), Alan Sandow (drums) en Clive Shakespeare (gitaar). Met zes studioalbums in de top 10 en 18 singles in de top 40 is het een van de populairste bands van het decennium in de Australische hitlijsten. Het is de eerste Australische band die in het thuisland voor 1 miljoen dollar aan platen verkocht heeft. Buiten het thuisland is de band veel minder succesvol, alleen de single Howzat wordt een wereldwijde hit.
De band begon als soulband met vooral Motowncovers als materiaal. Later richtte de band zich meer op de rock- en popmuziek. Eind jaren '70 probeerde de band internationaal succes te halen. Omdat de naam Sherbet te 'licht' bevonden werd, werden enkele albums in de VS uitgebracht onder de naam Highway, maar het succes bleef uit. In 1980 vond de band zichzelf opnieuw uit en ging verder als The Sherbs, maar tegen die tijd was ook het succes in het thuisland grotendeels voorbij. In 1984 ging de band uit elkaar.  
In 1990 werd de band opgenomen in de ARIA Hall of Fame, de hall of fame van de Australische muziekindustrie. Tussen 1998 en 2011 kwam de band meermalen kort bij elkaar voor een reünie.

## Bandleden
- Denis Loughlin - zang (1969–1970)
- Doug Rea – basgitaar (1969)
- Sam See - keyboards, orgel, gitaar, zang (1969–1970)
- Clive Shakespeare - gitaar, zang (1969–1976, 1984, 1998, 2001, 2003, 2006, 2007)
- Danny Taylor - drums (1969)
- Alan Sandow - drums, percussie, bongo's, klokkenspel (1969–1984, 2001, 2003, 2006, 2007, 2011)
- Daryl Braithwaite - leadzang, tamboerijn, tabla (1970–1984, 1998, 2001, 2003, 2006, 2007, 2011)
- Bruce Worral - basgitaar (1970–1972)
- Garth Porter - keyboards, clavinet, piano, zang, achtergrondzang, hammondorgel, elektrische piano, synthesizer (1970–1984, 1998, 2001, 2003, 2006, 2007, 2011)
- Tony Mitchel - basgitaar, ukelele, achtergrondzang (1972–1984, 1998, 2001, 2003, 2006, 2007, 2011)
- Gunter Gorman - gitaar (1976)
- Harvey James - gitaar, achtergrondzang, slide-gitaar (1976–1982, 1984, 1998, 2001, 2003, 2006, 2007)
- Tony Leigh - gitaar (1982–1984)
- John Watson - drum (1998)
- Gabe James (2011)
- Jos James (2011)

## Discografie - studioalbums
- Time Change... A Natural Progression – 1972
- On with the Show – 1973
- Slipstream – 1974
- Life... Is for Living – 1975
- Howzat! – 1976
- Photoplay – 1977
- Sherbet – 1978 (internationaal uitgebracht als Highway 1 van Highway)
- The Skill – 1980, als The Sherbs
- Defying Gravity – 1981, als The Sherbs
- Shaping Up – 1982, als The Sherbs

## NPO Radio 2 Top 2000
| Nummer met noteringen in de NPO Radio 2 Top 2000 | '99  | '00 | '01  | '02  |
| ------------------------------------------------ | ---- | --- | ---- | ---- |
| Howzat                                           | 1619 | -   | 1845 | 1724 |

1. ↑  Een '-' betekent dat het nummer niet was genoteerd en een vetgedrukt getal geeft de hoogste notering aan.
2. ↑  Deze tabel is bijgewerkt tot en met de laatste editie (2024).